# Zina Kerste
Zina Kerste (ur. 15 lutego 1971 w Rzeszowie) – polska aktorka teatralna i filmowa

## Życiorys
Zina Kerste urodziła się w rodzinie Jerzego Kerste (dr inż. budownictwa, adiunkt na Politechnice Rzeszowskiej) i Alicji z d. Piech (dr inż. chemii, adiunkt na Politechnice Rzeszowskiej). Od szóstego roku życia uczyła się grać na fortepianie, uczęszczała do muzycznej szkoły podstawowej, a następnie do liceum muzycznego w klasie waltorni. W 1994 ukończyła studia w Państwowej Wyższej Szkole Teatralnej w Warszawie. 
Po studiach podjęła pracę w Teatrze Polskim w Poznaniu (1995–2009), w którym zagrała w 25 premierowych przedstawieniach. Od 2013 występuje we Wrocławskim Teatrze Współczesnym im. Marii i Edmunda Wiercińskich. Współpracowała także z Teatrem Powszechnym w Warszawie. Grała ponadto w filmach i serialach oraz w spektaklach telewizyjnych.

## Wybrane role teatralne
- 1994 – rola: Antygona w: Antygona wg Sofoklesa, reż. Zbigniew Brzoza, Teatr Powszechny im. Jana Kochanowskiego w Radomiu[7]
- 1994 – rola: Olga w: Musztra, sztuka i życie wg Michaiła Bułhakowa, reż. Waldemar Śmigasiewicz, PWST w Warszawie[8]
- 1995 – rola: Małpa, Wróbel w: Jowisz i zwierzęta wg Jean de La Fontaine, reż. Janusz Łagodziński, Teatr Rozmaitości w Warszawie[9]
- 1995  – rola: Katasia w: Kosmos wg Witolda Gombrowicza, reż. Waldemar Śmigasiewicz, Teatr Powszechny im. Jana Kochanowskiego w Radomiu[10]
- 1995  – rola: Hymen w: Jak wam się podoba wg Williama Shakespeare, reż. Jacek Zembrzuski, Teatr Polski w Poznaniu[11]
- 1996  – rola: Lucy w: Noc Walpurgii albo Kroki Komandora wg Wieniedikta Jerofiejewa, reż. Waldemar Modestowicz, Teatr Polski w Poznaniu[12]
- 1996  – rola:  Elsa w: Droga do Mekki wg Athola Fugarda, reż. Marek Pasieczny, Teatr Polski w Poznaniu
- 1996  – rola: Anita  w: Pan Paweł  wg Tankreda Dorsta, reż. Zbigniew Brzoza, Teatr Polski w Poznaniu
- 1996  – rola:  Alina w: Balladyna wg Juliusza Słowackiego, reż. Dorota Latour, Teatr Polski w Poznaniu
- 1997  – role:  Astarte, Lola I, II i III w: Kowal Malambo wg Tadeusza Słobodzianka, reż. Paweł Łysak, Teatr Polski w Poznaniu
- 1997  – role: Nędza, Ewa w: Świat na opak wg Wiesława Hołdysa, reż. Wiesław Hołdys, Teatr Polski w Poznaniu
- 2013 – rola: Janina Duszejko w: Kotlina wg Olgi Tokarczuk, reż. A. Olsten, Wrocławski Teatr Współczesny
- 2013 – rola: Olga, klezmerka w: Zamek, Franz Kafka, reż. Marek Fiedor, Wrocławski Teatr Współczesny
- 2014 – rola: Matka w: Paternoster, H. Kajzar, reż. Marek Fiedor, Wrocławski Teatr Współczesny
- 2014 – rola: Pani Ania w: Radio Armageddon. Transmisja, J. Żulczyk [adaptacja T. Hynek, J. Żulczyk], reż. T. Hynek, Wrocławski Teatr Współczesny
- 2016 – role: Przyjaciółka 1 | Żeglarz 5 | Kobieta w: Silesia, Silentia, L. Amejko, reż. Marek Fiedor, Wrocławski Teatr Współczesny
- 2017 – rola: Hipersprzątająca w: Skrzywienie kręgosłupa. Wieczór dla osób z wadą postawy, I. Lausund, reż. N. Sołtysik, Wrocławski Teatr Współczesny
- 2017 – rola: Mama Kasi w: Panna Nikt, Tomasz Tryzna, reż. P. Passini, Wrocławski Teatr Współczesny
- 2018 – rola: Baronowa w: Garbus, Sławomir Mrożek, reż. Marek Fiedor, Wrocławski Teatr Współczesny
- 2020 – rola: Rosół w: Pogłosy, W. Szostak, inscenizacja: Marek Fiedor/T. Hynek, Wrocławski Teatr Współczesny
- 2020 – rola: Nielegalna w: Nagasaki, E. Faye, reż. P. Kamza, Wrocławski Teatr Współczesny
- 2020 – rola: Inspektor Shepard w: Śledztwo, Stanisław Lem, reż. M. Masztalski [Koprodukcja Wrocławskiego Teatru Współczesnego oraz Teatru Ad Spectatores, przy współpracy Muzeum Teatru we Wrocławiu oraz Międzynarodowego Festiwalu Kryminału
- 2022 – rola: Ewa w: Wyszedł z domu. Tak zwana komedia, Tadeusz Różewicz, reż. Marek Fiedor, Wrocławski Teatr Współczesny
- 2022 – rola: Stanisława, córka Florentyny w: Wyskubki, Tadeusz Różewicz, adapt. i reż. P. Kamza, Wrocławski Teatr Współczesny
- 2024 – rola: Ona w: Kolejność fal, F. Zawada, reż. D. Kopiec, Wrocławski Teatr Współczesny
- 2024 – role: Pani sekretarka, Służąca 2 w: Przemiana, Franz Kafka, scen. i reż. M. Kmiecik, Wrocławski Teatr Współczesny

## Wybrane role filmowe
- 1996 – rola: Marta, siostra Anny w: Maszyna zmian. Nowe przygody (serial telewizyjny, odc. Pięć pięknych welonów (1), reż. Andrzej Maleszka)[13]
- 1996 – rola: lektor czytający fragmenty Opowieści dla przyjaciela Haliny Poświatowskiej w: Ptaku mojego serca (film dokumentalny)
- 1997 – rola: Nauczycielka w: Polowanie, film fabularny telewizyjny, reż. Andrzej Maleszka[14]
- 1999 – rola: Renata w: Krugerandy, film fabularny, reż. Wojciech Nowak[15]
- 2006 – rola: Hania, przyjaciółka Beaty w: Plac Zbawiciela, reż. Joanna Kos-Krauze, Krzysztof Krauze[16]
- 2012 – rola: Dziennikarka w: Dzień kobiet, reż. Maria Sadowska[17]
- 2013 – rola: Ewa Kłos, żona Michała w: Wszystkie kobiety Mateusza, reż. Artur Więcek "Baron"[18]
- 2017 – rola: Danuta Reiss, matka Magdy w: Belfer 2, reż. Krzysztof Łukaszewicz[19]

## Udział w spektaklach telewizyjnych
- 1993 – rola: Matka II w: O Beri, Beri wg utworu Matka, Stanisław Ignacy Witkiewicz, reż. Wiesław Komasa, PWST Warszawa[20]
- 1995 – rola: Dziewczyna w: Heloiza i Abelard, reż. Agnieszka Glińska[21]
- 1995 – rola: Pokojówka w: Berenika, reż. Wojciech Pacyna[22]
- 1995 – rola: Murai w: Abigel, reż. Izabela Cywińska[23]
- 2007 – rola: Austriaczka w: Stygmatyczka, reż. Wojciech Nowak[24]

## Nagrody i wyróżnienia[6]
- „Róża” – nagroda krytyków poznańskich dla najlepszych aktorów (1996)
- Stypendium dla młodych twórców przyznane przez Urząd Miasta Poznania (1997)
- Nagrody na XXIII WROSTJA za monodram Jasiek w reżyserii A. Maleszki: nagroda im. Tadeusza Burzyńskiego, nagroda Polskiego Radia Wrocław, nagroda prywatna Wandy Ziembickiej (1999)
- Nagroda aktorska w III Ogólnopolskim Konkursie na Inscenizację Dawnych Dzieł Literatury Europejskiej  za rolę Ewy w przedstawieniu Wyszedł z domu w reżyserii Marka Fiedora (Teatr Polski w Poznaniu, 2008)